# لی چی یینگ
لی چی یینگ (انگلیسی: Lei Chien-ying؛ زادهٔ ۱۷ آوریل ۱۹۹۰) ورزشکار تیراندازی با کمان اهل تایوان است.
وی در مسابقات کشوری و بین‌المللی در مجموع برندهٔ ۲ مدال طلا، ۱ مدال نقره، ۱ مدال برنز شده‌است.